# Rispéridone
La rispéridone (appelée aussi R64766) est un antipsychotique de seconde génération, appartenant à la classe des benzisoxazoles, commercialisé principalement sous le nom Risperdal.
Ce médicament est utilisé pour traiter la schizophrénie, les phases maniaques dans le cadre d’un trouble bipolaire, certains troubles de la personnalité (borderline, schizotypique), certains troubles anxieux (trouble obsessionnel compulsif, anxiété généralisée) et le trouble de stress post-traumatique.
Ce médicament peut aussi être utilisé pour traiter l’agressivité, la dysrégulation émotionnelle et l’impulsivité.

## Indications
Elle existe sous différentes formes galéniques :
- les formes orales (comprimé, comprimé orodispersible, solution buvable) sont utilisées chez l'adulte pour le traitement des psychoses, en particulier des psychoses schizophréniques aiguës et chroniques, mais également dans le traitement à court terme des épisodes maniaques aigus modérés à sévères. Chez les enfants (5 à 11 ans), la rispéridone peut être prescrite pour le traitement des troubles du comportement observés dans les syndromes autistiques. Chez les enfants également, certains dosages de la rispéridone sont indiqués pour la prise en charge d'un retard mental accompagné de troubles du comportement (tels que l'agressivité, l'agitation, les automutilations…) ;

- la forme injectable de la rispéridone est indiquée dans le traitement des psychoses, en particulier des psychoses schizophréniques, en relais d'un traitement antipsychotique par rispéridone par voie orale correctement supporté et stabilisant.

Hors autorisation de mise sur le marché, la rispéridone est utile pour traiter le trouble de la personnalité borderline et antisocial. Elle est aussi utile dans le trouble de la personnalité schizotypique,,.
Toujours sans AMM, elle peut aussi être prescrite en complément d’un ISRS (Inhibiteur sélectif de la recapture de la sérotonine) dans le cadre d’un trouble obsessionnel-compulsif résistant aux ISRS.
Dans l’anxiété généralisée, elle peut être un outil intéressant en complément des ISRS ou des anxiolytiques plus « traditionnels ». Elle est connue pour ses puissantes propriétés anxiolytiques et est donc intéressante dans les fortes angoisses dans le cadre de l’anxiété généralisée.

## Législation
En France, Belgique, Suisse et au Canada, la rispéridone est délivrée sur ordonnance.
De surcroît, elle est inscrite sur la liste 1 des substances vénéneuses en France.

## Effets secondaires
Pour les formes orales, les effets secondaires communs sont l'akathisie, l'insomnie, la fatigue[réf. souhaitée], l'agitation, les troubles cognitifs, la difficulté à lire et écrire, le retrait émotionnel, le trouble de la libido, l'anxiété, la constipation et les céphalées. Les effets moins communs : somnolence, hypotension orthostatique, prise de poids, vision trouble, gynécomastie, impuissance et troubles sexuels divers (troubles de l'éjaculation, etc.) par hyperprolactinémie, hypogonadisme.
Comme tout antipsychotique, la rispéridone peut potentiellement causer des symptômes extrapyramidaux (EPS) bien souvent dose-dépendants et réversibles à la réduction de la posologie et/ou si nécessaire à l'administration de correcteur anticholinergique, ainsi que des dyskinésies tardives irréversibles.

Pour la forme injectable, les effets indésirables communs sont la prise de poids (2,7 kg en 1 an), dépression, fatigue, symptômes extrapyramidaux, suicide (et ce à faible dose).

## Mécanisme d'action
La rispéridone est un antagoniste des récepteurs sérotoninergiques (récepteurs 5-HT2A) et dopaminergiques (récepteurs D2, D3 et D4). La substance se lie également aux récepteurs α1-adrénergiques, aux récepteurs histaminergiques H1 et, à un moindre degré, aux récepteurs α2-adrénergiques. Elle ne présente pas d'affinité pour les récepteurs cholinergiques. En clinique, la rispéridone améliore, vu de l'extérieur, les symptômes positifs — aussi appelés productifs et négatifs (action anti-déficitaire) — déficitaires de la psychose schizophrénique.
Bien que classée parmi les antipsychotiques atypiques (en raison de sa forte activité antisérotoninergique), la rispéridone est l'un des antipsychotiques qui présentent le plus d'effets secondaires neurologiques. Elle induit d'importants troubles extrapyramidaux ainsi qu'une élévation de la prolactine (hyperprolactinémie) par antagonisme dopaminergique ce qui peut déboucher sur des troubles métaboliques (prise de poids, dyslipidémie, diabètes).

## Spécialités
En France, elle est commercialisée sous le nom de Risperdal et est génériquée (Actavis, Almus, Alter, Arrow, Biogaran, Cristers, EG, Evologen, Mylan, Qualimed, Rambaxy, Ratiopharm, Sandoz, TEVA Laboratoires, Winthrop, Wyvern Medical, Zydus). Il existe des comprimés sécables de rispéridone à 4 mg, 2 mg et 1 mg ainsi que des formes orodispersibles à 4, 3, 2, 1 et 0,5 mg. Seule la forme suspension buvable à 1 mg/mL permet, via une pipette graduée, de délivrer des posologies de 0,25 mg.
Janssen-Cilag commercialise des formes injectables sous le nom de Risperdalconsta LP à 12,5 mg/mL, 18,75 mg/mL et 25 mg/mL. Le laboratoire Français MedinCell développe avec TEVA Laboratoires une forme injectable sous cutanée qui devrait être mise sur le marché en 2022.

## Divers
La rispéridone fait partie de la liste des médicaments essentiels de l'Organisation mondiale de la santé (liste d'avril 2013).